# بيتر دويل (دراج)
بيتر دويل (بالإنجليزية: Peter Doyle)‏ (و. 1945  م) هو راكب دراجة هوائية أيرلندي، شارك في الألعاب الأولمبية الصيفية 1972، وشارك في الألعاب الأولمبية الصيفية 1968.

## روابط خارجية
- بيتر دويل على موقع أرشيف الدراجات (الإنجليزية)
- بيتر دويل على موقع إحصائيات الدراجات الإحترافية (الإنجليزية)
- بيتر دويل على موقع أوليمبيديا (الإنجليزية)